# Чупановка
Чупановка — река в России, протекает в Великоустюгском районе Вологодской области и Лузском районе Кировской области. Устье реки находится в 2 км по правому берегу реки Шалаёвка. Длина реки составляет 14 км.
Исток реки находится на границе Вологодской и Кировской областей в лесном массиве в 15 км к юго-западу от города Луза. Река течёт на северо-запад, первый километр преодолевает по Кировской области, затем перетекает в Вологодскую. Верховья реки расположены в ненаселённом лесном массиве, в среднем течении протекает нежилую деревню Пополутково, в низовьях — деревню Логиновская. У деревни Логиновская протекает через небольшое озеро Чупановка, де-факто являющимся старицей текущей северней Лузы.
Впадает в Шалаёвку на северных окраинах села Первомайское. Ширина реки на всём протяжении не превышает 10 м.

## Данные водного реестра
По данным государственного водного реестра России и геоинформационной системы водохозяйственного районирования территории РФ, подготовленной Федеральным агентством водных ресурсов:
- Бассейновый округ — Двинско-Печорский
- Речной бассейн — Северная Двина
- Речной подбассейн — Малая Северная Двина
- Водохозяйственный участок — Юг
- Код водного объекта — 03020100212103000013317